# Brecht Vermeulen
Brecht Vermeulen (Roeselare, 17 juni 1969) is een Belgisch Vlaams-nationalistisch politicus voor de N-VA.

## Biografie

### Opleiding
Hij volgde twaalf jaar school op het Klein Seminarie van Roeselare: zes jaar in de lagere school en zes jaar in de middelbare school, waar hij met onderscheiding afstudeerde in de richting Latijn-Wetenschappen. Daarna studeerde hij Toegepaste Economische Wetenschappen aan de UFSIA  en Internationale Politiek aan de UIA te Antwerpen. Tijdens zijn studies was hij praeses van Moeder Westland.  Vanaf zijn tweede jaar werd hij actief in het Katholiek Vlaams Hoogstudentenverbond Antwerpen, waarvan hij ook twee jaar praeses was.

### Professionele loopbaan
Na zijn studies werd hij eerst in 1992 adjunct-directeur en daarna eind 1993 op 24-jarige leeftijd directeur van de sociale huisvestingsmaatschappij De Mandel. Hij bleef deze functie uitoefenen tot in juni 2012. In die periode werd De Mandel drie jaar na elkaar Trends Gazelle, als een van de snelst groeiende middelgrote bedrijven van West-Vlaanderen.  De Mandel was ook de tweede sociale huisvestingsmaatschappij die een Huurdersadviesraad oprichtte. Daarnaast was De Mandel ook initiatiefnemer voor het ZieZo-zakboekje, waarin de rechten en plichten van huurders in eenvoudige taal werden verduidelijkt.
Hij was van 1994 tot 2012 eveneens lid van de raad van bestuur van de Vereniging van Vlaamse Huisvestingsmaatschappijen (VVH).
In juni 2012 werd Vermeulen directeur Projectontwikkeling in de Durabrik Group. Vanaf juni 2014 werd het mandaat binnen de Durabrik Group stopgezet. Wel bleef hij actief als consultant bij vastgoedontwikkelingen en werken met publieke opdrachtgevers. Vanaf oktober 2019 begon hij als zelfstandige dienstverlener te werken voor projectontwikkelaar Hyboma. In februari 2020 startte hij daarnaast ook zijn stage tot BIV-vastgoedbemiddelaar bij Zakenkantoor Philippe Dhont. Na het voltooien van zijn stage en het succesvol afleggen van een schriftelijke en mondelinge proef, heeft de Uitvoerende Kamer van het Beroepsinstituut voor Vastgoedmakelaars hem op 9 juni 2023 erkend op de tableau van vastgoedmakelaars op de kolom 'vastgoedmakelaars-bemiddelaars'.

### Politieke carrière
Vermeulen zette in oktober 2012 zijn eerste stappen in de politiek als lijsttrekker bij de gemeenteraadsverkiezingen in Roeselare. Op zondag 14 oktober 2012 won de N-VA de stembusslag met 29,2 procent tegenover 28 procent voor de CD&V van zittend burgemeester Luc Martens. N-VA groeide zo in Roeselare in één klap van de kleinste naar de grootste partij, weliswaar met evenveel zetels als de CD&V. Lijsttrekker Vermeulen behaalde als nieuwkomer 3.554 voorkeurstemmen, 32 minder dan de zittende burgemeester Luc Martens, maar N-VA werd naar de oppositie verwezen. Vermeulen werd vervolgens fractievoorzitter voor N-VA in de gemeenteraad.
Bij de federale verkiezingen van mei 2014 was hij lijsttrekker in de kieskring West-Vlaanderen voor de Kamer van volksvertegenwoordigers en werd verkozen samen met vijf andere West-Vlaamse partijgenoten. Hij werd op 6 november 2014 aangeduid als voorzitter van de Commissie Binnenlandse Zaken van de Kamer van volksvertegenwoordigers. Daarnaast was hij voorzitter van de werkgroep politieke vernieuwing, die Kamerbreed 66 voorstellen goedkeurde om de politiek te vernieuwen. Hij was eveneens auteur van de vernieuwde Voetbalwet.
Tijdens de gemeenteraadsverkiezingen in oktober 2018 was Vermeulen lijstduwer voor N-VA Roeselare en werd herkozen. Het aantal verkozenen voor de N-VA viel evenwel terug van 12 naar 7. Hij haalde na de lijsttrekker de  meeste voorkeurstemmen. Hij werd door het afdelingsbestuur opnieuw aangesteld als fractievoorzitter in de gemeenteraad, op voorstel van zijn fractiegenoten.
Voor de parlementsverkiezingen van mei 2019 had Brecht Vermeulen geen verkiesbare plaats gevraagd aan de partij. Op de lijst voor de Kamer van Volksvertegenwoordigers stond hij voor de N-VA op de zesde plaats in de kieskring West-Vlaanderen. Voor de Kamer zakte de N-VA in West-Vlaanderen van 28,5% in 2014 naar 21,4%. Ondanks een goede persoonlijke score van 12.516 voorkeurstemmen, raakte Brecht Vermeulen niet herverkozen.
In november 2022 verkoos het arrondissementeel bestuur van N-VA Kortrijk-Roeselare-Tielt Brecht Vermeulen af te vaardigen naar de congrescommissie die het ideologische ledencongres van mei 2023 moest voorbereiden. Het was de tweede keer dat Vermeulen deel uitmaakte van een congrescommissie. Hij was ook al in 2013 lid van de congrescommissie die het confederalisme-congres van januari 2014 had uitgewerkt.
Brecht Vermeulen werd door het arrondissementeel bestuur in februari 2023 verkozen tot lid van de partijraad toen een mandaat was vrijgekomen.
Bij de parlementsverkiezingen van 9 juni 2024 was hij kandidaat voor de de Kamer van volksvertegenwoordigers in de kieskring West-Vlaanderen. Hij was er mede-lijstduwer vanop de 15de plaats, maar werd niet verkozen.
Bij de gemeenteraadsverkiezingen van oktober 2024 was Brecht Vermeulen opnieuw lijstduwer. Hij werd herkozen als gemeenteraadslid. Nadat Dieter Carron had besloten om zijn mandaat als gemeenteraadslid niet op te nemen, werd Brecht Vermeulen opnieuw fractieleider.

### Watersector
In juli 2020 besliste de Vlaamse Regering om Brecht Vermeulen vanaf 28 augustus 2020 te benoemen als voorzitter van de raad van bestuur van de Vlaamse Maatschappij voor Watervoorziening (De Watergroep). De nieuwe raad van bestuur startte met acht leden in plaats van zeventien. Tegen het einde van 2020 werden die acht aangevuld met vijf onafhankelijke bestuurders die door de Vlaamse Regering werden gekozen op voordracht van die acht leden van de raad van bestuur .
Nadat de raad van bestuur van De Watergroep in de zitting van 26 september hem had aangeduid als hun vertegenwoordiger in het bestuursorgaan van AquaFlanders, verkoos dat bestuursorgaan Brecht Vermeulen op 1 oktober 2020 ook als voorzitter van de vzw AquaFlanders, de overkoepeling van de drinkwatermaatschappijen en rioolbeheerders in het Vlaamse Gewest.
In maart 2022, na fiat van de Vlaamse regering, werd Waterunie als dochteronderneming van zowel Farys als De Watergroep officieel opgericht. De eerste raad van bestuur van Waterunie vond plaats op 30 maart 2022 onder voorzitterschap van Christophe Peeters, voorzitter van Farys. Het voorzitterschap alterneert om de twee jaar tussen beide drinkwaterbedrijven.  Brecht Vermeulen is een van de zes bestuurders van Waterunie. Via die dochteronderneming werken de beide publieke waterbedrijven samen op vier trajecten om de waterbevoorrading in hun werkingsgebieden te optimaliseren. Na een succesvolle samenwerking van een half jaar gaven de raden van bestuur van beide waterbedrijven aan hun directie het mandaat om tegen september 2023 een structuurmemorandum op te maken dat de uitbouw van het eengemaakte integrale waterbedrijf Waterunie concreet vorm zou geven. Op 15 december 2023 gaven de algemene vergaderingen ook de goedkeuring tot de oprichting van Waterunie Operator.
In januari 2023 verzelfstandigde De Watergroep haar industriewateractiviteiten en water-op-maat diensten aan grote verbruikers in een nieuwe dochteronderneming, Azulatis N.V. genaamd. Brecht Vermeulen werd er voorzitter van de raad van bestuur.
In 2025 volgde Luc Wouters hem op als voorzitter van De Watergroep.

### Vlaamsgezind
Zijn Vlaamsgezindheid vindt zijn oorsprong bij het boek Vertel eens wat over Vlaanderen van Cyriel Verleyen en de toenmalige media-aandacht over Voeren. Hij omschrijft zichzelf als een 'overtuigd Vlaams-nationalist'.
In de nazomer van 1992 tot eind 1993 werd Brecht Vermeulen bij de briefschrijfactie "Voor 13 frank Vlaming zijn" van de Vlaamse Volksbeweging.  Tevens was hij van 1992 tot 1994 secretaris van de Nationale Raad van de Vlaamse Volksbeweging (VVB), waarvan Peter De Roover toen algemeen voorzitter was.  Van 1993 tot halfweg 2012 was hij ook afdelingsvoorzitter van de VVB te Roeselare.
Hij werd lid van vele culturele en sociaal-politieke Vlaamsgezinde verenigingen zoals het Davidsfonds, het Verbond VOS - Vlaamse Vredesvereniging, het Algemeen Nederlands Verbond, de Marnixring en andere.
Hij was van 1999 tot 2003 penningmeester van de vzw Albrecht Rodenbachstoet, die later in 2009 vereffend werd. Sedert 2004 is hij ook betrokken bij de vzw Albrecht Rodenbach – Roeselare. In 2006 was hij naar aanleiding van de 150ste verjaardag van Albrecht Rodenbach ook samensteller en mede-auteur van het boek "Omtrent Albrecht Rodenbach. Historisch-literaire schetsen en essays.

### Voetbal
Hij was een van de vier onderhandelaars namens KSK Roeselare die in 1999 de fusie met KFC Roeselare tot KSV Roeselare bewerkstelligden. Hij was enkele jaren penningmeester van KSV Roeselare. Van eind 2008 tot aan het faillissement in september 2020 was hij ook ondervoorzitter van KSV Roeselare.

### Doedelzak
Brecht Vermeulen was van 1999 tot en met 2004 spelend lid van de Gentse doedelzakband Flemish Caledonian Pipes and Drums Clan MacKenzie. Na vele jaren van inactiviteit werd hij eind 2019 opnieuw lid van een doedelzakband, namelijk de Field Marshal Haig's Own Pipes & Drums waarvan de Roeselaarse Olympische zwemkampioen Frédérik Deburghgraeve ook lid was van 2015 tot 2018.

### Rotary
Brecht Vermeulen is sedert juni 1999 lid van de Rotary club Roeselare Mercurius, waarvan hij in 2022-2023 voorzitter was.